# Leuronota longipennis
Leuronota longipennis är en insektsart som beskrevs av Crawford 1914. Leuronota longipennis ingår i släktet Leuronota och familjen spetsbladloppor. Inga underarter finns listade i Catalogue of Life.